# Partido Comunista do México
O Partido Comunista do México (em espanhol : Partido Comunista de México , PCM) é um partido comunista no México. O partido foi originalmente chamado de Partido dos Comunistas Mexicanos (Partido de los Comunistas Mexicanos). Em 2010 foi rebatizado para Partido Comunista do México.

## História
Após a dissolução do antigo Partido Comunista Mexicano em 1981 e o desmantelamento do bloco socialista em 1991, o movimento comunista mexicano, assim como o de grande parte do mundo, entrou em uma grave crise política e ideológica, dando origem a várias associações e pequenos partidos, divididos e completamente irrelevantes.
Em 20 de novembro de 1994, um grupo de comunistas, basicamente ex-membros do Comitê Central do Partido Popular Socialista , reuniu-se para formar a Comissão Organizadora Nacional do Partido Comunista Mexicano , lançando um Manifesto para a construção de um novo Partido Comunista no México, que recuperaria o legado do extinto PCM fundado em 1919.

## Relações Internacionais
Por iniciativa do Partido Comunista de Cuba foi admitido em 2001 no Foro de São Paulo.
Desde 2002 é membro do Encontro Internacional de Partidos Comunistas e Operários.
Mantém relações com as FARC-EP Colombianas. 
Mantém relações estreitas com o Partido Comunista da Grécia e o Partido Comunista dos Trabalhadores da Espanha, tanto que a partir de 2018 colabora com a Iniciativa dos Partidos Comunistas e Operários da Europa. 